# Майборода Сергій Григорович
Сергі́й Григо́рович Ма́йборода (2 грудня 1971 — 1 липня 2019) — старший матрос Збройних сил України, учасник російсько-української війни.

## Життєпис
Народився 1971 року в місті Слов'янськ (Донецька область). Мешкав у смт Билбасівка Слов'янського району. Закінчив 8 класів Билбасівської загальноосвітньої школи, по тому — Слов'янський технікум — за фахом автослюсаря. Строкову службу проходив у ракетній дивізії РВ в місті Канськ (Красноярський край, РРФСР). Працював на Слов'янському заводі «АІС» автослюсарем, згодом водієм. Задля забезпечення сім'ї їздив на заробітки, хотів допомогти доньці придбати власний будинок. Захоплювався технікою, займався боксом й легкою атлетикою.
На початку 2017 року вступив на військову службу за контрактом, був водієм санітарного автомобіля; старший матрос, старший водій батальйону морської піхоти 36-ї бригади.
1 липня 2019-го в передобідню пору під час виїзду на евакуацію пораненого поблизу села Водяне (Волноваський район) санітарний автомобіль Hummer HMMWV противник обстріляв з ПТРК. Внаслідок прямого влучення ракети водій Сергій Майборода загинув на місці. Смертельного поранення зазнала сержант Ірина Шевченко.
4 липня 2019 року похований у Билбасівці.
Без Сергія лишилися сестра, брат, дружина, донька, син Сергій (футболіст низки українських клубів) та онуки.

## Нагороди та вшанування
- Указом Президента України № 625/2019 від 23 серпня 2019 року за «особисту мужність і самовіддані дії, виявлені у захисті державного суверенітету та територіальної цілісності України» — нагороджений орденом «За мужність» III ступеня (посмертно)[3]
- Почесний громадянин Слов'янська (посмертно).[4]